# نقاب (فیلم)
نقاب فیلمی ایرانی به نویسندگی پیمان قاسم‌خانی، تهیه‌کنندگی علی آشتیانی‌پور و کارگردانی کاظم راست‌گفتار با بازی پارسا پیروزفر، امین حیایی و سارا خوئینی‌ها محصول سال ۱۳۸۳ است.
بر سر موضوع فیلم و اتفاقات حاشیه‌ای تولید و حواشی پس از اکران آن سر و صدای زیادی به پا شد. همچنین پخش لوح‌های فشرده فیلم به صورت غیرمجاز، هم‌زمان با اکران فیلم باعث اعتراض عوامل فیلم و اهالی سینما شد. نام فیلم ابتدا «پوکر» انتخاب شده بود.

## خلاصهٔ داستان
کامران جوان ایرانی که در دبی رستوران دارد طی یک تصادف با دختر زیبا و ثروتمندی به نام نگار آشنا می‌شود. کامران و نگار به سرعت عاشق یکدیگر می‌شوند و با هم ازدواج می‌کنند. اما پس از ازدواج کم‌کم بدخلقی‌ها و ناسازگاری‌های کامران شروع می‌شود. نگار که از رفتارهای کامران کلافه و دلسرد شده است به تدریج به نیما (دوست صمیمی کامران) که زیبا و جذاب است نزدیک می‌شود و احساسی بین آن‌ها شکل می‌گیرد...

## بازیگران
| بازیگر           | نقش                  | توضیح                         |
| ---------------- | -------------------- | ----------------------------- |
| امین حیایی       | کامران               | همسر نگار/دوست نیما           |
| سارا خویینی‌ها    | نگار (روژان) جهاندار | همسر کامران/معشوق نیما        |
| پارسا پیروزفر    | نیما                 | دوست کامران/ معشوق نگار       |
| محمدرضا شریفی‌نیا | آقای جهاندار         | پدر نگار/ دایی روناک و روژان  |
| ماه چهره خلیلی   | روناک جهاندار        | خواهر نگار (روژان)            |
| گوهر خیراندیش    | ماهرخ                | همسر سابق کامران / معشوق نیما |